# Partido Nacional Republicano (Portugal)

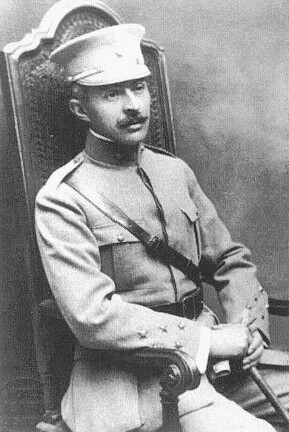
Sidónio Pais, el líder del Partido Nacional Republicano, Presidente y Primer ministro de Portugal entre finales de 1917 y finales de 1918

El Partido Nacional Republicano (PNR),  (En Portugués: Partido Nacional Republicano, PNR),
extraoficialmente conocido como el Partido Sidonista, debido al nombre de su líder, Sidónio Pais, fue un partido político en Portugal, existente durante la Primera República Portuguesa. Sus seguidores eran comúnmente también llamados dezembristas (diciembristas), en referencia al golpe de Estado llevado a cabo por Sidónio País el 5 de diciembre de 1917.

## Historia
Entre diciembre de 1917 y marzo de 1918, hubo una convergencia de las fuerzas de la Unión Republicana (unionistas), del Partido Centrista, de varias personalidades del Partido Socialista Portugués, de los integralistas lusitanos y de los católicos para formar un frente común contra el Partido Democrático, lo cual fue el germen del Partido Nacional Republicano. El 7 de marzo de 1918, los ministros de la Unión Republicana dejaron el gobierno de Sidónio Pais, el fundador del PNR. El sidonismo, después de perder el apoyo político de los unionistas, intentó reestructurarse mediante la creación formal del Partido Nacional Republicano el 30 de marzo de 1918, con el fin de participar en las elecciones generales a finales del mes siguiente.
El Partido Centrista Republicano, resultante de una escisión en el Partido Evolucionista y con una ideología liberal-conservadora, se incorporó al Partido Nacional Republicano, al igual que el Partido del Centro Reformista, escindido del Partido Democrático, y liderado por António Machado Santos. Por otro lado, en el congreso del 8 de abril, los miembros del Partido de la Unión Republicana criticaron violentamente la situación política portuguesa y decidieron no presentarse a las elecciones de 28 de abril. Se unieron al boicot de los otros dos principales partidos de la Primera República Portuguesa: el Partido Democrático y el Partido Evolucionista; estas tres fuerzas habían logrado todos excepto 16 de los escaños en las elecciones de 1915.
Gracias al apoyo de los centristas de António Caetano Egas Moniz, así como los reformistas de Machado Santos, Sidónio Pais, que fue el único candidato a la presidencia, fue elegido sin oposición el 28 de abril. Al mismo tiempo, el PNR ganó 108 de los 155 escaños de la Cámara de Diputados y 31 de los 77 escaños del Senado (entre los cuales, solo 49 eran electos a través de sufragio directo). Estas elecciones resultaron en la elección de una fuerte minoría de diputados del Partido Monárquico (37 diputados y 8 senadores) y del Centro Católico Portugués (4 diputados y 1 senador), así como de 5 diputados independientes. Por tanto, la composición del Parlamento se transformó por completo durante el período sidonista, ya que los miembros de los partidos de derecha lograron una mayoría abrumadora, a diferencia de todas las otras elecciones llevadas a cabo durante la Primera República. El grupo de Machado Santos abandonó el gobierno el 9 de junio de 1918, mientras se hicieron expresas las críticas de su grupo a la ideología presidencialista de Sidónio Pais.
Después del asesinato de Sidónio Pais en 14 de diciembre de 1918, el partido fue renombrado como Partido Nacional Republicano Presidencialista y entró en declive. En 4 de marzo de 1925, durante el liderazgo de João Tamagnini de Sousa Barbosa, el partido se fusionó con el Partido Republicano Nacionalista, un bloque de las derechas republicanas con el objectivo de desafiar el poder hegemónico del Partido Democrático, y que tenía sido formado en 17 de febrero de 1923 tras la fusión entre el Partido Liberal Republicano y el Partido Reconstituyente.